# Charles-Antoine de Croÿ
Pour les autres membres de la famille, voir Famille de Croÿ.
Charles-Antoine-Joseph de Croÿ, né le 15 juin 1683 et mort le 20 septembre 1710 à Saragosse (Espagne), est un noble, 4e duc de Croÿ et d'Havré.

## Biographie
Charles-Antoine de Croÿ, succède à son père (Ferdinand-Joseph de Croÿ (1644-1694), duc d'Havré) en qualité de seigneur de Tourcoing. N'ayant pas encore atteint sa majorité à la mort de son père et fut quelque temps sous la tutelle de sa mère Marie-Thèrèse-Joséphine de Halluyn, duchesse douairière d'Havré et de Croy. 
Duc d'Havré depuis 1694, chevalier de la Toison d'or, Croÿ fut le premier grand d'Espagne à aller saluer le duc d'Anjou à Versailles.
Le seigneur de Tourcoing, suivit la carrière des armes et s'y distingua par les qualités les plus éminentes. Il prit une part très active dans la fameuse guerre de Succession d'Espagne, qui avait armé contre Philippe V presque toute l'Europe.
Devenu premier colonel du régiment des Gardes royales d'Infanterie wallonne de l'empereur Léopold Ier du Saint-Empire, en 1703, créé grand d'Espagne par le prétendant Charles III, il succomba à la bataille de Saragosse en 1710.
Comme il ne s'était point marié, ce fut son frère, Jean-Baptiste-François-Joseph (en) (1686-1737), qui lui succéda.